# Белка (Радомышльский район)
Бе́лка (укр. Білка) — село на Украине, находится в Радомышльском районе Житомирской области.
Код КОАТУУ — 1825084902. Население по переписи 2001 года составляет 114 человек. Почтовый индекс — 12200. Телефонный код — 4132. Занимает площадь 0,341 км².
Через село протекает река Белка.

## Адрес местного совета
12216, Житомирская область, Радомышльский р-н, с. Крымок, ул. Центральная, 1.